# Malter (Einheit)
Das Malter (auch Malder, Abkürzung mltr.) war ein deutsches und Schweizer Volumenmaß für Schüttgut. Es wurde für  Getreide, Hülsenfrüchte, Kohle, Torf und Holz verwendet. Hauptsächlich wurde es als Getreidemaß genutzt, war aber auch ein Brennholzmaß in der Grafschaft Blankenburg. Hier waren es ½ Klafter pro 1 Malter, also 43⅓ Pariser Kubikfuß und nach dezimalem Maß 1,5 Kubikmeter Brennholz.
Ein Malter betrug 109,387 Liter in Mainz, in Wiesbaden entsprach das Nassauer Malter genau 1 Hektoliter.

## Holzkohle
Der Kohlenkorb wurde nicht gehäuft gerechnet und hatte 13 ¾ Kubikfuß, was 0,37639 Kubikmeter oder 1,161705 Kohlenkörbe (neues Maß) entsprach. Es wurden zwei Kohlenkörbe auch mit Kohlenmalter bezeichnet. Kohlenmalter war ein Schweizer Volumenmaß vorrangig für Holzkohle.
- 1 Kohlenmalter = 2 Kohlenkörbe = 27 ½ Kubikfuß

## Steinkohle
Das ältere Malter für Steinkohle hatte 11 ¼ Kubikfuß und wurde aber durch ein Gewichtsmaß verdrängt.

## Torfmaß
Der Torfkorb hatte ein Volumen gehäuft von 6 Kubikfuß, was 0,16424 Kubikmeter oder 1,013852 Torfkörbe neuerem Maß entsprach.
- 1 Klafter = 2 Malter = 12 Torfkörbe = 72 Kubikfuß = 1,97 Kubikmeter (errechn. gerundet)
- 1 Torfmalter = 0,985 Kubikmeter

## Getreidemaß

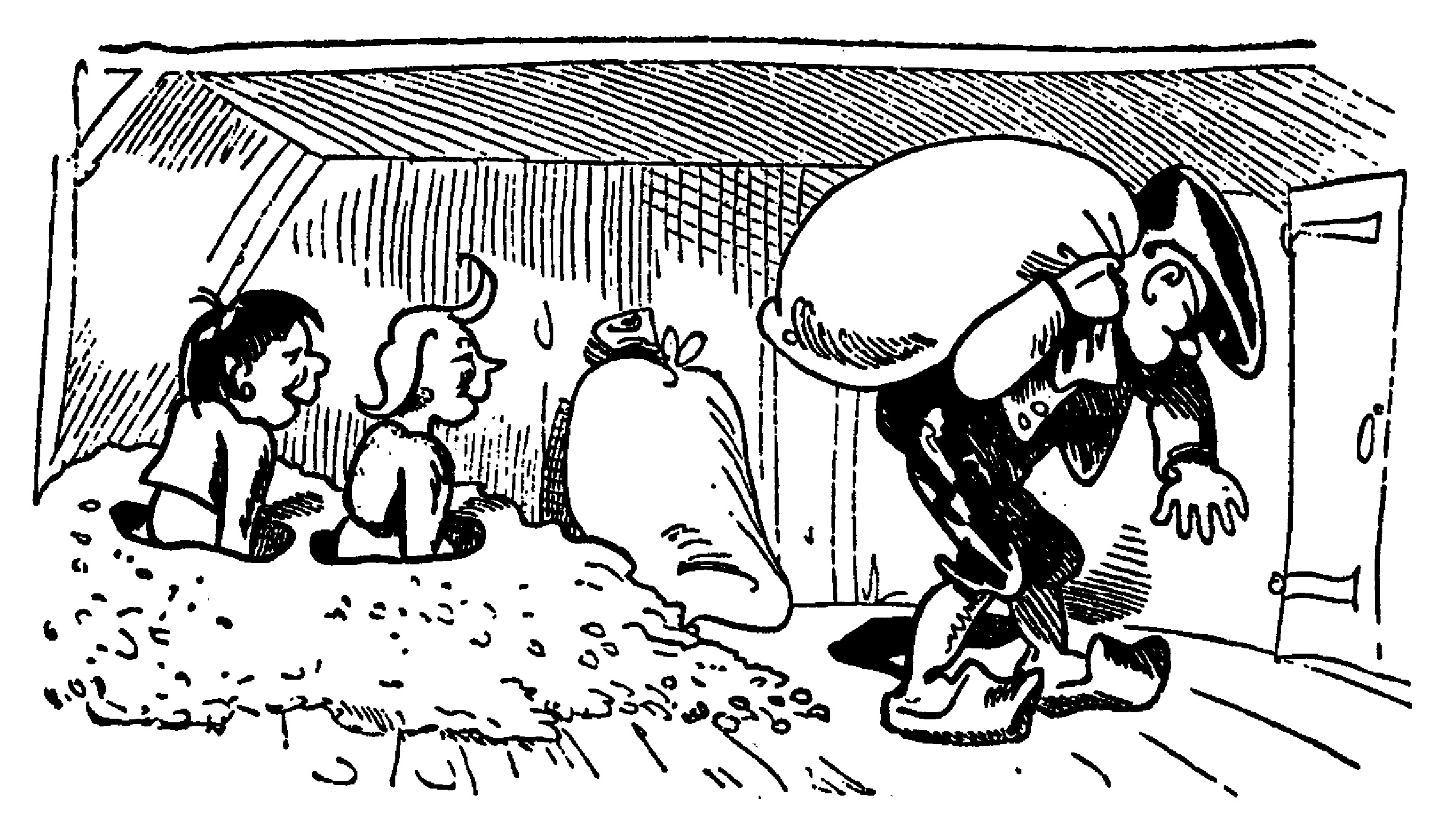
Seht, da trägt der Bauer Mecke / Einen seiner Maltersäcke. Aus Wilhelm Buschs Max und Moritz

Anders sah es beim Getreidemaß aus: Es war in jeder Landesregion oder Stadt sehr unterschiedlich. Die Abfolge (Maßkette) der kleineren Maße, in denen das Malter geteilt werden konnte, war sehr uneinheitlich. Als Beispiel sollen Mühlhausen und Münden stehen. Erstere hatte auf ein Malter 4 Scheffel oder 16 Metzen, Münden sechs Scheffel. Im heutigen Lippe und Ostwestfalen war ein Malter drei Scheffel, in Gotha nur zwei Scheffel. Das Nürnberger alte Malter hatte 16 Metzen oder 32 Diethäuflein, was 128 Maß waren; das entsprach 167,1 Liter. Im Fürstentum Osnabrück waren 12 Scheffelsaat 1 Malter und ein Scheffelsaat 1179 m².
Das Malter hatte schon unterschiedliche Größen in jedem Dorf und verschiedentlich gab es das große und kleine Malter. Das Maß war auch von der Getreideart bestimmt, und entsprechend wurde es gehäuft oder gestrichen verwendet. Es gab das Hafermalter, das für glatte oder raue Frucht usw. In Stein am Rhein im Kanton Schaffhausen in der Schweiz war 1 Malter glatte Frucht = 130 1/6 Liter und das Malter für raue Früchte war gleich 300 Liter. In Nürnberg waren zwei Malter Getreide oder Erbsen 1 Simra, bei Gerste und Hafer waren es vier Malter auf ein Simra.

## Holzmaß
Malter war auch ein Volumenmaß für Holz. Man rechnete das Maß im Fürstentum Schwarzburg-Sondershausen, Unterherrschaft Sondershausen zu den Forstkörpermaßen.
- 1 Malter = 64 Kubikwerkfuß = 1,523 Kubikmeter[6][7]